# 120 Gwardyjska Dywizja Strzelecka (ZSRR)
120 Gwardyjska Dywizja Strzelecka (ros. 120-я гвардейская стрелковая дивизия) – związek taktyczny (dywizja piechoty) Armii Czerwonej, w czasie walk na ziemiach polskich uczestniczyła m.in. w zdobyciu Białegostoku.

## Historia
120 Gwardyjska Dywizja Strzelecka została utworzona razkazem z 23 września 1943 przez przemianowanie 308 Dywizji Piechoty w jednostkę gwardyjską za męstwo i odwagę wykazaną w walce z hitlerowskim najeźdzcą.
Jej szlak bojowy w walce przeciw wojskom III Rzeszy prowadził z rejonu Briańska m.in. przez Rohaczew, Bobrujsk, Mińsk, Białystok, Ostrołękę, Różan, Szczytno, Braniewo, Grudziądz, a zakończył się w rejonie Poczdamu. 
120 Gwardyjska Dywizja Strzelecka dowodzona przez pułkownika Piotra Tielkowa uczestniczyła w walka o Białystok.  Jego zdobycie 27 lipca 1944 było równoznaczne z zakończeniem okupacji niemieckiej. W tym czasie dywizja wchodziła w skład 41 Korpusu Piechoty z 3 Armii. 

## Dowódcy dywizji
- Nikołaj Kuźmicz (01.09.1943 - 30.11.1943)
- Jan Fogel (15.11.1943 - 09.08.1944)
- płk. Piotr Tielkow[4] (21.12.1944 - 09.05.1945)[2].

## Struktura organizacyjna
- 334 Gwardyjski Pułk Piechoty
- 336 Gwardyjski Pułk Piechoty[4]
- 339 Gwardyjski Pułk Piechoty
- 310 Gwardyjski Pułk Artylerii i inne pododdziały[1].